# مسجد التحرير
مسجد التحرير هو مسجد يقع في مدينة عنتاب، تركيا. بني في الأصل ككنيسة أرمنية ثم تحول إلى إسطبل بعد الإبادة الجماعية للأرمن ثم تحول لاحقاً إلى سجن. وفي عام 1986 حول إلى مسجد. وخلال زلزال قهرمان مرعش 2023 انهارب قبة ومأذنة المسجد.